# Сороки (Верхошижемський район)
Соро́ки (рос. Сороки) — присілок у складі Верхошижемського району Кіровської області, Росія. Входить до складу Угорського сільського поселення.
Населення становить 9 осіб (2010, 9 у 2002).
Національний склад станом на 2002 рік — росіяни 100 %.